# Tijdlus
De tijdlus is een plotmiddel en verteltechniek in fictie waarbij personages een tijdsbestek dikwijls meermaals opnieuw beleven, met de hoop om uit de cyclus van herhaling te breken. Tijdlussen worden voortdurend gereset; wanneer aan een bepaalde voorwaarde is voldaan, zoals de dood van een personage of een bepaald punt in de tijd, begint de lus opnieuw, mogelijk met een of meer personages die de herinneringen uit de vorige lus behouden.

## In de context van tijdreizen
De term "tijdlus" wordt soms ook gebruikt om een scenario te beschrijven waarin sprake is van tijdreizen en gebeurtenissen een circulaire keten van causaliteit vormen. In deze context leiden acties uit het verleden tot toekomstige gebeurtenissen, die vervolgens de oorspronkelijke reis terug in de tijd in gang zetten. Zo ontstaat een op zichzelf staande lus zonder duidelijk startpunt. Dit concept biedt een uitdaging aan de conventionele lineaire visie op tijd en wordt vaak onderzocht in sciencefiction en theorieën over temporele fysica, zoals die welke gesloten tijdachtige krommen betreffen.

## Geschiedenis
Een vroeg voorbeeld van een tijdlus is de Russische roman Vreemde Leven van Ivan Osokin uit 1915, waarin de hoofdpersoon zijn leven opnieuw mag leven, maar moeite heeft om het de tweede keer te veranderen. 
De aflevering "The Man Who Murdered Time" in het hoorspel The Shadow werd uitgezonden op 1 januari 1939 en gaat over een stervende wetenschapper die een tijdmachine uitvindt die vastzit op 31 december. 
Het kort verhaal "Doubled and Redoubled" van Malcolm Jameson dat in februari 1941 in het tijdschrift Unknown verscheen, vertelt over een persoon die per ongeluk is vervloekt om een "perfecte" dag te herhalen, inclusief een gelukkige weddenschap, een promotie, een heldhaftig verijdelde bankoverval en een succesvol huwelijksaanzoek.
Meer recente voorbeelden zijn onder meer het korte verhaal "12:01 PM" uit 1973 en de verfilmingen daarvan uit 1990 en 1993, de Sovjet-film Spiegel voor een Held (1988), de Star Trek: The Next Generation-aflevering "Cause And Effect" (1992), de Amerikaanse films Groundhog Day (1993), Naked (2017), Happy Death Day (2017), Happy Death Day 2U (2019) en Palm Springs (2020), de Britse found footage psychologische, analoge horror-webserie No Through Road (2009–2012), en de Indiase Tamil-talige sciencefiction politieke actiethrillerfilm Maanaadu. Tijdlussen zijn een terugkerend thema in Doctor Who, waarbij de aflevering "Heavenly Sent" werd omschreven als "Doctor Who's definitieve op lussen gebaseerde verhaal".

## Japanse populaire cultuur
De tijdlus is een populair thema in de Japanse popcultuurmedia, vooral in anime. Het gebruik ervan in Japanse fictie gaat terug tot Yasutaka Tsutsui's sciencefictionroman Het Meisje dat door de Tijd Sprong (1965), een van de eerste werken waarin een tijdlus voorkwam, over een middelbare scholiere die dezelfde dag herhaaldelijk beleeft. Het werd later verfilmd tot een Japanse live-action televisieserie uit 1972, een succesvolle live-action-film uit 1983, een animefilm uit 2006 en een live-action film uit 2010. De live-action-verfilming van Het Meisje dat door de Tijd Sprong uit 1983 was een groot succes in Japan, waar het de op één na meest winstgevende Japanse film van 1983 was. Het succes ervan werd al snel gevolgd door talloze anime en manga die het tijdlusconcept gebruikten, te beginnen met Mamoru Oshii's animefilm Urusei Yatsura 2: Beautiful Dreamer (1984), en daarna de manga- en animeserie Kimagure Orange Road (1984–1988).
De tijdlus is sindsdien een bekend anime-trope geworden. Andere populaire Japanse werken die het tijdlusconcept gebruiken zijn onder meer Hiroyuki Kanno's sciencefiction-visuele roman YU-NO: A Girl Who Chants Love at the Bound of this World (1996), de visuele roman en animefranchise Higurashi When They Cry (2002), de light novel en animefranchise Haruhi Suzumiya (2003), Mamoru Oshii's Japanse cyberpunk-animefilm Ghost in the Shell 2: Innocence (2004), Hiroshi Sakurazaka's sciencefiction-light novel All You Need is Kill (2004) die werd verfilmd tot de Hollywoodfilm Edge of Tomorrow (2014) met Tom Cruise in de hoofdrol, en de sciencefiction-visuele roman en animefranchise Steins;Gate (2009).

## Als een puzzel
Verhalen met tijdlussen draaien vaak om het personage dat bijleert van elke opeenvolgende lus door de tijd. Jeremy Douglass, Janet Murray, Noah Falstein en anderen vergelijken tijdlussen met videogames en andere interactieve media, waarbij een personage met elke herhaling steeds meer over zijn omgeving leert, en de lus eindigt met volledige beheersing van de omgeving van het personage. Shaila Garcia-Catalán et al. bieden een soortgelijke analyse en stellen dat de gebruikelijke manier voor de hoofdpersoon om uit een tijdlus te ontsnappen het vergaren van kennis is, waarbij hij opgeslagen herinneringen gebruikt om verder te komen en uiteindelijk de lus te verlaten. De tijdlus is dan een probleemoplossingsproces, en het verhaal lijkt op een interactieve puzzel.
De presentatie van een tijdlus als een puzzel heeft vervolgens geleid tot videogames die gebaseerd zijn op het tijdlusmechanisme, waarbij de speler de mogelijkheid krijgt om zelf de regels te leren en te achterhalen. Spellen zoals The Legend of Zelda: Majora's Mask, Minit, The Sexy Brutale, Outer Wilds, 12 Minutes, Returnal en Deathloop zijn allemaal zo ontworpen dat de speler de gebeurtenissen in de lus kan doorgronden en vervolgens zijn personage een laatste keer door de lus kan loodsen om het spel succesvol te voltooien. Volgens Raul Rubio, de CEO van Tequila Works, die The Sexy Brutale creëerde, "maken tijdlussen het voor spelers mogelijk om te trainen om beter te worden in het spel, sneller en slimmer, door te experimenteren vanuit een vaste startsituatie, en te kijken wat werkt om 'vooruit' te komen binnen de lus en iets anders aan die structuur toe te voegen om een solide proces op te bouwen."